# 金沢市図書館
金沢市図書館（かなざわしとしょかん、英: Libraries of Kanazawa City）は、石川県金沢市が設置運営する公立図書館の総称。
金沢市が管理する図書館には、玉川図書館、玉川こども図書館、泉野図書館、金沢海みらい図書館、玉川図書館城北分館、玉川図書館近世史料館がある。全館の蔵書数は1,720,498冊で、年間貸出数は1,880,894冊である（2023年度統計）。

## 歴史
（出典：）
1930年（昭和5年）7月10日に金沢市殿町（現・大手町）金沢医学館跡地に大礼記念金沢市立図書館が開館し、1948年（昭和23年）8月2日に金沢市立図書館に改称された。その後1956年（昭和31年）に金沢市立図書館設置条例が制定され（同年10月1日公布）、1979年（昭和54年）には全文改正のうえ、金沢市図書館条例が制定された（同年3月26日公布）。
1995年（平成7年）4月2日には新たに金沢市立泉野図書館が開館し、金沢市立図書館は金沢市立玉川図書館に改称された。

### 年表
- 1920年（大正09年）1月 - 石川県が市町村立図書館施設要綱を示して公営図書館の設置を奨励[8][注釈 2]。
- 1925年（大正14年）4月1日 - 石川郡野村の金沢市編入に伴い、同村営の図書館を継承。金沢市十一屋町尋常小学校に併設して金沢市立城南図書館とする[9][注釈 3]。
- 1929年（昭和04年）4月12日 - 金沢市立図書館起工式[12][13]。
- 1930年（昭和05年）
  - 1月25日 - 図書館竣工に伴い、落成式挙行[12]。この日を開館記念日とする[13]。
  - 7月10日 - 大礼記念金沢市立図書館が開館[注釈 1]。所在地：金沢市殿町65番地の6[15][16][17]。
- 1945年（昭和20年）4月10日 - 空襲に備えての図書疎開のため、臨時休館に入る（1946年3月31日まで図書館機能が停止）[18][19][注釈 4]。
- 1946年（昭和21年）1月10日 - 図書館再開（閲覧のみ）[19][21]。
- 1948年（昭和23年）
  - 8月2日 - 金沢市立図書館に改称。
  - 10月16日 - 金沢市立児童図書館[注釈 5]が開館[9][22][23][注釈 6]。
- 1950年（昭和25年）
  - 3月26日[23][27] - 金沢市立平和町児童図書館[注釈 5]が開館。
  - 12月2日 - 金沢市立長町児童図書館[注釈 5]が開館[9][23][27]。
- 1954年（昭和29年）7月 - 金沢市立児童図書館が改築のため、市立図書館本館に仮移転[9][注釈 7]。
- 1962年（昭和37年）5月22日 - 複写機を入れて複写サービスを開始[30][31]。
- 1963年（昭和38年）8月31日 - 金沢市立長町児童図書館が閉館[23]。
- 1972年（昭和47年）12月19日[32] - 移動図書館が活動を開始。
- 1973年（昭和48年）5月23日 - 平和町児童図書館が改築、落成（平和町児童館に併設）[32]。
- 1977年（昭和52年）10月13日 - 玉川町にて新図書館起工式[33]。
- 1978年（昭和53年）11月30日 - 創設以来48年間大手町にあった金沢市立図書館が移転に備えて閉館[32][34]。翌12月1日、閉館式挙行[33]。
- 1979年（昭和54年）4月6日 - 金沢市立図書館が玉川町（現在地）に移転[注釈 8]。同日、開館式挙行[32]。
- 1981年（昭和56年）5月5日 - 金沢市立図書館城北分館（現・金沢市立玉川図書館城北分館）が開館。
- 1986年（昭和61年）4月1日 - 松任市立図書館・内灘町立図書館・宇ノ気町立図書館の3館と「図書館資料の貸出に関する協定」を締結（相互貸借の開始）[36][37]。
- 1987年（昭和62年）4月1日 - 市立図書館蔵書の電算管理システム導入[32]。前日の3月31日に始動式挙行[37][38]。
- 1988年（昭和63年）4月1日 - 組織変更により近世資料係を設置（近世資料室が独立）[37][39]。
- 1995年（平成07年）
  - 4月1日 - 金沢市立図書館を金沢市立玉川図書館に改称。
  - 4月2日 - 金沢市立泉野図書館が開館。
- 1996年（平成08年）5月26日 - 「金沢市国連寄託図書館」が泉野図書館内に開館。
- 1999年（平成11年）11月16日 - 金沢市立玉川図書館近世史料館が開館。
- 2008年（平成20年）11月8日 - 金沢市立玉川こども図書館が開館。
- 2011年（平成23年）5月21日 - 金沢市立金沢海みらい図書館が開館。
- 2019年（平成31年）4月1日 - 金沢市立玉川こども図書館がこの日から2022年（令和4年）4月16日まで休館（同市中央地区における教育施設の再整備のため[注釈 9]）。
- 2021年（令和03年）10月1日 - 金沢市電子図書館がオープン（電子書籍貸出サービスの運用開始）[41]。
- 2022年（令和04年）
  - 3月31日 - 金沢市立平和町児童図書館が閉館[42]。
  - 4月17日 - 金沢市立玉川こども図書館がリニューアルオープン[注釈 10]。
- 2024年（令和06年）1月 - スマートフォンを利用した「デジタル図書館カード」を導入。

## 図書館一覧
（出典：）
| 名称                         | 郵便番号 | 所在地                                                     | 開館年月日                          |
| ---------------------------- | -------- | ---------------------------------------------------------- | ----------------------------------- |
| 金沢市立玉川図書館           | 920-0863 | 金沢市玉川町2番20号                                        | 1930年7月10日 現建物: 1979年4月6日  |
| 金沢市立玉川図書館近世史料館 | 920-0863 | 金沢市玉川町2番20号                                        | 1999年11月16日                      |
| 金沢市立玉川こども図書館     | 920-0863 | 金沢市玉川町2番2号                                         | 2008年11月8日 現建物: 2022年4月17日 |
| 金沢市立泉野図書館           | 921-8034 | 金沢市泉野町4丁目22番22号 （国連寄託図書館は泉野図書館内） | 1995年4月2日                        |
| 金沢市国連寄託図書館         | 921-8034 | 金沢市泉野町4丁目22番22号 （国連寄託図書館は泉野図書館内） | 1996年5月26日                       |
| 金沢市立金沢海みらい図書館   | 920-0341 | 金沢市寺中町イ1番地1                                       | 2011年5月21日                       |
| 金沢市立玉川図書館城北分館   | 920-0811 | 金沢市小坂町西8番地11 城北児童会館1階                      | 1981年5月5日                        |
| 自動車文庫                   | 920-0863 | 金沢市玉川町2番20号                                        | 1972年12月19日                      |
| 金沢市電子図書館             |          |                                                            | 2021年10月1日                       |

### かつてあった図書館一覧
| 名称                     | 所在地（表記は当時のまま）                           | 開館年月日     | 閉館年月日     |
| ------------------------ | ---------------------------------------------------- | -------------- | -------------- |
| 金沢市立児童図書館       | 金沢市大手町1番地（開館当時） （金沢市殿町65番地）   | 1948年10月16日 | 1954年6月 不詳 |
| 金沢市立長町児童図書館   | 金沢市長町5番丁58番地                                | 1950年12月2日  | 1963年8月31日  |
| 金沢市立平和町児童図書館 | 〒921-8105 金沢市平和町2丁目8番7号（1973年改築以降） | 1950年3月26日  | 2022年3月31日  |

（注記）
1. 「金沢市立図書館」（現・金沢市立玉川図書館）の創立の前に、「金沢市立城西図書館」があった[注釈 3]。
2. 一覧のほかに、1.の城西図書館と同様に金沢市に編入した旧町村から移管した、いずれも小学校に付設の金沢市立図書館が次のとおりあった（括弧内の表記は小坂館をのぞいて出典のまま）[52][53]。  - 金沢市立富樫図書館（富樫尋常高等小学校内）
  - 金沢市立米丸図書館（米丸尋常高等小学校内）
  - 金沢市立鞍月図書館（鞍月尋常高等小学校内）
  - 金沢市立潟津図書館（潟津小学校内）
  - 金沢市立粟崎図書館[17]（粟崎尋常高等小学校内）
  - 金沢市立大野町図書館（大野町尋常高等小学校内）
  - 金沢市立三馬図書館（三馬小学校内）
  - 金沢市立崎浦図書館（崎浦小学校内）
  - 金沢市立小坂図書館（金沢市小坂町ト3番地 小坂小学校内[54]）
前の6館は1935年（昭和10年）に編入した新市域にあり、後の3館は1936年（昭和11年）に編入した新市域にあった。これらが廃止された経緯は詳らかでないが[注釈 17]、戦後においても1947年（昭和22年）3月31日時点の「全国図書館名簿」[56]や1950年（昭和25年）3月31日時点の「公共図書館一覧」[57]に富樫・戸板・三馬・大野町・金石町・潟津・米丸の7館の名称がある（その後の一覧には全くない[58]）。
3. 2.に記載の1947年および1950年当時の「戸板」「金石町」の2館は、1943年（昭和18年）に編入した新市域に所在していたことから、1935年・1936年の金沢市編入に伴い移管した9館の後、さらに加わったこととなる。  - 　　　金沢市立戸板図書館（金沢市二口町ハ42番地[56][57] ※戸板小学校の所在地と同じ[59]）
  - 　　　金沢市立金石町図書館（金沢市金石御塩蔵町46番地[56][57] ※金石小学校は同45番地[59]）

## サービス
図書館の入館や利用は誰でも可能であるが、館外貸出には図書館カードの発行が必要である。また、金沢市図書館は近隣の自治体図書館と貸出協定を結んでおり、金沢市在住・在勤・在学者のほかに、白山市・野々市市・かほく市・内灘町・津幡町在住者も図書館カードを作成し、館外貸出ができる。図書館カードを作成するとMyライブラリという個人向けサービスを利用することができ、インターネット上から貸し出しの延長や利用状況の確認、資料の予約ができる。

### 館外貸出
（出典：）
- 1人10点まで（うちCDは3点まで）、2週間借りることができる。

### 開館時間
（出典：）
|                              | 開館時間                                | 休館日                                                  |
| ---------------------------- | --------------------------------------- | ------------------------------------------------------- |
| 金沢市立玉川図書館           | 平日：10:00 - 19:00 休日：10:00 - 17:00 | 月曜（祝日の場合は開館） 特別整理期間、年末年始         |
| 金沢市立玉川図書館近世史料館 | 平日：10:00 - 19:00 休日：10:00 - 17:00 | 月曜（祝日の場合は開館） 特別整理期間、年末年始         |
| 金沢市立玉川こども図書館     | 平日：10:00 - 17:00 休日：10:00 - 17:00 | 月曜（祝日の場合は開館） 特別整理期間、年末年始         |
| 金沢市立泉野図書館           | 平日：10:00 - 19:00 休日：10:00 - 17:00 | 火曜（祝日の場合は開館） 特別整理期間、年末年始         |
| 金沢市国連寄託図書館         | 平日：10:00 - 19:00 休日：10:00 - 17:00 | 火曜（祝日の場合は開館） 特別整理期間、年末年始         |
| 金沢市立金沢海みらい図書館   | 平日：10:00 - 19:00 休日：10:00 - 17:00 | 水曜（祝日の場合は開館） 特別整理期間、年末年始         |
| 金沢市立玉川図書館城北分館   | 平日：9:30 - 18:00 休日：9:30 - 18:00   | 月曜・祝日（ただし5月5日は開館） 特別整理期間、年末年始 |

## 玉川図書館
金沢市立玉川図書館は、 金沢市玉川町2番20号にある金沢市図書館のひとつである。
1930年（昭和5年）に開館し、1979年（昭和54年）に玉川町に移転した。蔵書数550,821冊、年間貸出数212,572冊で、金沢市図書館の中で最も多い蔵書数となっている（令和5年度統計）。

## 泉野図書館
金沢市立泉野図書館は、 金沢市泉野町4丁目22番22号にある金沢市図書館のひとつである。
1995年（平成7年）に2館目の市立図書館として金沢市南部地区に開館した。蔵書数360,191冊、年間貸出数706,480冊で、金沢市図書館の中で年間貸出数が最も多い（令和5年度統計）。
また、1996年（平成8年）には、金沢市立泉野図書館が国連寄託図書館に認定され、「金沢市国連寄託図書館」が国内第14番目の寄託図書館として設置された。蔵書数は52,987冊である（令和5年度統計）。

## 玉川こども図書館
金沢市立玉川こども図書館は、金沢市玉川町2番2号にある金沢市図書館のひとつである。
2008年（平成20年）に日本たばこ産業株式会社金沢支店の建物を改修して開館し、2022年（令和4年）にリニューアルオープンした。蔵書数144,025冊、年間貸出数131,544冊となっている（令和5年度統計）。

## 金沢海みらい図書館
金沢市立金沢海みらい図書館は、金沢市寺中町イ1番地1にある金沢市図書館のひとつである。
2011年（平成23年）に4館目の市立図書館として金沢市西部地区に開館した。蔵書数355,558冊、年間貸出数609,895冊であり、年間貸出数では泉野図書館に次ぎ、2番目である（令和5年度統計）。

## 玉川図書館城北分館
金沢市立玉川図書館城北分館は、金沢市小坂町西8番地11（金沢市立城北児童会館1階）にある金沢市立玉川図書館の分館である。
1981年（昭和56年）に金沢市立図書館（現・金沢市立玉川図書館）の分館として、城北児童会館内に開館した。児童会館に併設の施設であることから、児童書の割合が多いのも特徴である。蔵書数35,507冊、年間貸出数144,758冊となっている（令和5年度統計）。

## 玉川図書館近世史料館
金沢市立玉川図書館近世史料館は、金沢市玉川町2番20号にある金沢市図書館のひとつである。
1979年（昭和54年）に金沢市立図書館（現・金沢市立玉川図書館）が玉川町の旧日本専売公社金沢工場跡に移転した際、同跡地の赤レンガ旧工場を金沢市立図書館の別館として活用していたものを、改修のうえ1999年（平成11年）に近世史料館として開館した。蔵書数156,465冊となっている（令和5年度統計）。